# Hayden (Indiana)
Hayden – jednostka osadnicza w Stanach Zjednoczonych, w stanie Indiana, w hrabstwie Jennings.